# Luna Rossa (ITA 94)
Luna Rossa es el yate con el número de vela distintivo ITA 94 de la Clase Internacional Copa América.
Navega bajo pabellón italiano y pertenece al equipo Luna Rossa Challenge.
En 2007 participó en las Challenger Selection Series (Copa Louis Vuitton) de la 32 edición de la Copa América de Vela, disputada en Valencia (España). 
- Datos: Q6445971
- Multimedia: ITA-94 / Q6445971